# أندي ليغ
أندي ليغ (بالإنجليزية: Andy Legg)‏ هو مدرب كرة قدم ولاعب كرة قدم بريطاني في مركز ظهير ‏، ولد في 28 يوليو 1966 في نيث ‏ في المملكة المتحدة. شارك مع منتخب ويلز لكرة القدم. أما مع النوادي، فقد لعب مع إيبسويتش تاون وبرمنغهام سيتي وسوانزي سيتي وكارديف سيتي ونادي بيتربورو يونايتد ونادي ريدنغ ونادي سانت إيلي تاون ونوتس كاونتي ونيوبورت كونتي.

## وصلات خارجية
- أندي ليغ على موقع قاعدة بيانات كرة القدم.إي يو (الإنجليزية)
- أندي ليغ على موقع ناشيونال فوتبول تيمز (الإنجليزية)
- أندي ليغ على موقع Soccerbase.com (لاعب) (الإنجليزية)
- أندي ليغ على موقع Soccerway.com (الإنجليزية)
- أندي ليغ على موقع عالم كرة القدم.نت (الإنجليزية)